# Wapen van Durango

Wapen van Durango

Het wapen van Durango is het officiële symbool van de Mexicaanse staat Durango.
Het wapen toont binnen een rode rand een wit schild met daarin een eik in natuurlijke kleuren en twee rennende wolven (één voor de boom, één erachter). Aan weerszijden van het schild staat een palmtak; beide takken zijn onderaan aan elkaar vastgebonden. Dit alles staat in een bronzen kader en onder een kroon.
Het wapen staat centraal in de vlag van Durango.